# Eupithecia melanograpta
Eupithecia melanograpta är en fjärilsart som beskrevs av W. Warren 1907. Eupithecia melanograpta ingår i släktet Eupithecia och familjen mätare. Inga underarter finns listade i Catalogue of Life.